# Robert II van Haspengouw
Robert II van Haspengouw (ca. 765 - 12 juli 807) was een zoon van graaf Thuringbert en kleinzoon van Robert I van de Haspengouw en Williswinda. 
Hij was graaf van Wormsgouw, Rijngouw en de Haspengouw, en heer van Dienheim, als opvolger van zijn neef Heimrich. Robert was een belangrijke hoveling van Karel de Grote en wordt veel in aktes genoemd. Hij overleed na terugkeer van een missie naar het Midden-Oosten.
Zijn eerste huwelijk was met Theoderata (ca. 770 - 789), waaruit zoon Robert van Worms geboren werd, de oudst bekende voorvader van de Robertijnen. Later volgde een tweede huwelijk met Isengarde.